# Лачинова, Прасковья Александровна

А. А. Лачинова. Несколько слов о Летнёве // «Наблюдатель». — 1892. — № 12

Праско́вья Алекса́ндровна Лачи́нова (15 (27) августа 1829, Новая Островка, Шацкий уезд — 9 (21) сентября 1892, Санкт-Петербург) — русская писательница, переводчица. Писательница публиковалась под псевдонимом П. Летнев, в том числе в периодике (и в приложениях) «Дело», «Наблюдатель», «Русское слово», «Сын Отечества» и других.

## Биография
Происходила из старинного русского рода Лачиновых. Родилась 15 (27) августа 1829 года в селе Новая Островка (Шацкий уезд Тамбовской губернии), где жила её бабушка по матери. В семье Лачиновых было восемь детей: пять сестёр и три брата (Прасковья, Николай, Павел, Елена, Варвара, Елизавета, Анна, Дмитрий). Братья получили известность: военный историк Николай Александрович Лачинов, химик Павел Александрович Лачинов и физик Дмитрий Александрович Лачинов.
Рано потеряв отца и мать, братья и сёстры Лачиновы воспитывались у бабушки — матери Марии Ивановны Лачиновой (урождённая Фролова). Сестра Анна Александровна Лачинова в своих воспоминаниях писала: 

У нас не было ни учителей, ни гувернантов; она всему учила нас сама, в особенности французскому языку и рисованию, которые знала в совершенстве. Вот у этой-то бабушки мы и воспитывались. Держали нас очень строго; целый день мы обязаны были заниматься то ученьем, то работою с небольшими промежутками отдыха. Случалось по целым дням оставаться без обеда и чаю, переписывая одну и ту же страницу, пока не перепишешь в совершенстве. Говорят, что строгое воспитание дурно действует на детей, — с нами было наоборот. Бабушкино воспитание оставило неизгладимый след на всей нашей жизни
Прасковья Лачинова имела способность к языкам. Она могла свободно переводить с французского языка и, по просьбе своего дедушки, переводила ему все известные, вновь появлявшиеся в свет, французские книги. Впоследствии она самостоятельно выучилась английскому, итальянскому и немецкому языкам.
Братья и сёстры были связаны самой тесной дружбой. «Как праздников ждали дней, когда вся семья была в сборе, более всего ценились минуты совместных разговоров». Тяготы воспитания младших братьев и сестёр делила с бабушкой и самая старшая из них, Прасковья. Сочинительству она смогла посвящать достаточное время только после того, как все её подопечные, в особенности — братья, были «поставлены на ноги» и приобрели ясное жизненное кредо.
Большую часть жизни она провела у себя в имении Лесное Конобеево, где, рано лишившись родителей, в 21 год обстоятельствами была поставлена во главе многочисленной семьи. Последние десять-пятнадцать лет своей жизни провела в Санкт-Петербурге, где и умерла 9 (21) сентября 1892 года. Похоронена на Литературных мостках Волковского православного кладбища.

## Творчество
В течение почти 30 лет Прасковья Александровна занималась литературной деятельностью, и написала за это время 20 больших романов и повестей, а также сделала массу переводов с немецкого, английского, итальянского и французского — самых популярных авторов того времени: Ги. де Мопассана, Жоржа Оне, Катюля Мендеса, Эдгара По и др. Будучи скромной, она так изобретательно скрылась за псевдонимом П. Летнёв, что «самые близкие друзья до последнего момента не догадывались о её владении пером и о том, что она была автором захватывающих романов. В двадцать один год, ставшая во главе многочисленной семьи младших братьев и сестёр, она безоговорочно посвятила себя им. Обладая даром борца, она смогла за короткое время выплатить большое количество долгов, позволившее ей иметь скромный, но почётный источник существования. Её пытливый изобретательный разум, рассудительный, озадачивался трудностями только для того, чтобы их побеждать… Домашние видели в ней своего рода оракула и в трудные моменты непременно прибегали к её помощи» — такую характеристику даёт Прасковье Лачиновой неизменный поклонник её литературного таланта, многолетний переводчик произведений П. Летнёва на французский язык барон М. де Бервик. Он также считает, что произведения П. Летнёва отличает содержательность, изящество стиля и хороший вкус.
Своё повествование барон де Бервик начинает словами: «Не бывает слишком поздно для того, чтобы воздать должное памяти благородной и талантливой женщины, особенно в эпоху, которая более, чем предшествующие нуждается в благотворных примерах»

Титул первого тома собрания сочинений П. Летнёва. Издание Ф. А. Иогансона. Киев. 1892

Эти слова и по прошествии более чем века остаются актуальными. Усложнились многие проблемы, о которых в конце XIX века писал П. Летнёв (П. А. Лачинова): воспитание детей, создание счастливой семьи, супружеская измена, становление «деловой женщины». Интересным представляется решение «женского вопроса». Женские образы в произведениях П. Летнёва чрезвычайно разнообразны: это и хищная, предприимчивая Евгения Мельхова («Бархатные когти») и бессильная, страдающая княжна Струйская («Без воли») и холодная, расчётливая Магдалина («Тёмная вода»). Обаятельны и привлекательны: Маруся (повесть «Ошибка»), Наташа (повесть «В своих сетях»), Лида Корнилова (роман «Тёмная вода»), Дина («Бархатные когти»), Марья Сергеевна (повесть «Поперёк дороги»). Положительные героини П. Летнёва — русские женщины из дворянских, часто обедневших, семей, но получившие хорошее воспитание, образованные, в которых «сказывалась раса, целый ряд поколений, выработавших себе известные, твёрдые понятия и взгляды». Это не только утончённые натуры, способные к глубокому пониманию и самопожертвованию, но вместе с тем энергичные, трудолюбивые, отличающиеся самостоятельным видением мира, покоряющие своим оптимизмом и добрым нравом. Их внешность привлекательна, они женственны и способны одним своим присутствием создавать вокруг себя атмосферу комфорта и покоя. Если исходить из того, что «в царстве повседневности решающая роль принадлежит женщине, душа которой служит идеальным выражением этой повседневности», то прекрасные души многих героинь превращают унылую повседневность в праздник творчества, их «влечёт к тому, чтобы опоэтизировать обстановку».
Особое внимание в произведениях Лачиновой уделялось любовным коллизиям. Разными путями герои обретают своё счастье в любви: через измену и отчаяние нужно пройти супругам Азанеевым («На волоске»), обман, коварные интриги опутывают Наташу и Леонтьева («В своих сетях»), долгие годы ожидания счастья выпали на долю Дины и Актарова («Бархатные когти»).
Зачастую любовные отношения героев, зашедшие в тупик, автор разрешает, прибегая к помощи музыки. В XIX веке музицирование рассматривалась как неотъемлемая часть повседневной жизни и упоминание музыкального произведения в романе вызывало определённый ассоциативный ряд у читателя. Символично, что в первых главах романа «Бешеная лощина» героиня Катя Ипатова исполняет на арфе мелодию Шуберта «Les adieux». Нота прощания, прозвучавшая в начале произведения, окрашивает грустью образ Кати, и финал его глубоко трагичен. Библиографический словарь «Русские писатели. 1800—1917» даёт довольно подробную, но поверхностную справку, опирающуюся, в основном, на критические статьи того времени, без самостоятельного анализа произведений, приписывает чисто конъюнктурному фактору то, что «у читателей романы Л. были популярны, о чём свидетельствуют данные библиотечной статистики».
Чтение произведений Лачиновой сегодня, прежде всего, заставляет отметить хороший русский язык, одновременно простой и изысканный, занимательную фабулу и, наконец, умелое развитие сюжета, присутствием интриги поддерживающее читательский интерес. Одним из основных достоинств её литературной деятельности несомненно является превосходное владение словом. Известен интерес к произведениям Лачиновой И. С. Тургенева и А. П. Чехова. Талантливая изящная словесность сама по себе представляет языковую ценность, ведь на тургеневских страницах (за редчайшим исключением) мы не найдём головокружительных детективных эпизодов или захватывающего развития сюжета, но притягательность описаний природы, сделанных настоящим художником, не менее важна для читателя.
Можно предположить, что Прасковья Александровна Лачинова не случайно избрала псевдоним, который одним звучанием своим (в особенности у читателей её времени) вызывал реминисценцию, связанную с именами далеко не второстепенными в русской литературе всего XIX века. Можно усмотреть в этой звуковой игре даже невинный психологический ход, своего рода намёк: П. А. Плетнёв, с пушкинской поры до эпохи Ф. М. Достоевского, один из самых авторитетных и уважаемых критиков, чьё «тонкое чувство изящного» позволило ему оставаться выразителем актуального мнения, придававшего «первенствующее значение вопросам формы и языка».
Понятие изящной словесности в настоящее время стало почти ругательным, между тем: как в живописи главной характеристикой её содержательности всегда будет цвет, так и слог — в немалой степени призван определять таковую в художественной литературе, и не только.
Присутствует в образах Лачиновой и довольно глубокая психологическая составляющая. Но не следует забывать, что рецензенты современные Лачиновой, находились в плену «демократических тенденций». Литераторы и журналисты подвергались беспощадной критике (начиная с А. К. Толстого и кончая М. О. Меньшиковым) — любая публикация, не выражавшая осуждения существующего миропорядка, в особенности — в русском обществе, объявлялась реакционной, клерикальной и т. п. Такой ригоризм, подогревавшийся нарастанием социальной напряжённости, заставлял чуть ли ни всех следовавших лучшим традициям изящной словесности, причислять к ретроградам.

### Произведения П. А. Лачиновой
- «В своих сетях», повесть («Дело», 1871 г., кн. 12) — отдельно: Киев. 1894 г. (Собрание сочинений П. Летнева: Т. 1—10. Киев: Ф. А. Иогансон, 1892—1895; Собрание сочинений П. Летнева: Т. 1—10. Киев: Ф. А. Иогансон, 1911 — далее: С.с.)
- «Ошибка», повесть (там же, 1872 г., кн. 10, 12)
- «Вне общественных интересов», роман («Дело», 1872 г., кн. 1, 2, 10, 11) — отдельно: СПб. А. А. Апухтин. 1874 г.
- «Чужое преступление», роман («Дело», 1872 г., кн. 1, 2, 10, 11) — отдельно: СПб. П. Е. Кехрибарджи. 1875 г.
- «Бешеная лощина», роман («Дело», 1876 г., кн. 9—12) — отдельно: С.с. — 1895 г.
- «Увлечения и ошибки», роман («Дело», 1877 г., кн. 5—9)
- «Бархатные когти», роман (там же, кн. 11, 12) — отдельно: С.с. — 1893 г. (с биографией автора)
- «На волоске», роман («Дело», 1879 г., кн. 8—10) — отдельно: С.с. — 1893 г.
- «Тёмная вода», роман, СПб. 1982 г.
- «Современный недуг», роман (Наблюдатель, 1882 г., кн. 1—6) — отдельно: С.с. — 1895 г.
- «В наше смутное время», роман (там же, 1883 г., кн. 1—3) — отдельно: С.с. — 1895 г.
- «Порченые», рассказ («Неделя», 1885 г. № 10)
- «Без воли», роман («Наблюдатель», 1886 г., кн. 1—3) — отдельно: С.с. — 1894 г.
- «На смену прошлого», повесть (1887, кн. 8, 9) — отдельно: С.с. — 1894 г.
- «Гипнотизёр», повесть («Неделя», 1889 г., № 3)
- «По наитию», рассказ («Наблюдатель», 1889 г., кн. 4)
- «Пустое зерно», повесть (1890 г., кн. 1)
- «Не под силу», повесть (1891 г., кн. 2)
- «Невидимый бич», роман («Северный вестник», 1891 г., кн. 2)
- «Вместо хлеба — камень», роман («Наблюдатель», 1892 г., кн. 4, 5)
- «Волчья яма», роман («Наблюдатель», 1893 г., кн. 4, 5) — издан посмертно.

### Переводы
- «Колодец и маятник», рассказ Эдгара По (Отечественные записки, 1870 г., кн. 1)
- «Красная смерть», рассказ (там же)
- «Влюблённые дети», эпизод романа Э. Золя (Наблюдатель, 1883 г., кн. 4)
- «Грязь и золото», роман Катула Мендеса (Наблюдатель, 1885 г., кн. 7, 8)
- Рассказы Катула Мендеса (там же, 1885 г., кн. 11, 12)
- «Мать и дочь», роман Жоржа Онэ (1886 г., кн. 5)
- Рассказы Катула Мендеса (Наблюдатель, 1887 г., № 4)
- «Консуэло», роман Жорж Санд // Ежемесячное приложение к журналу «Живописное обозрение» 1887, № 4—7.
- «Консуэло», роман Жорж Санд. — тт. 3 и 4 — Собрании сочинений Жорж Санд в 18 томах. Типография братьев Пантелеевых. 1896
- Рассказы Ги де Мопассана (1889 г., кн. 6)
- «За идею», перевод с итальянского (1891 г., кн. 5)
- «В старые годы», перевод с итальянского (кн. 11)
- Рассказы Матильды Сарро: «Отверженный» (1892 г., кн. 1), «Чары золота» (1893 г., кн. 2), «Возрождение», «Летняя ночь» и «Сквозь призму» (1893 г., кн. 6)
- «Северный орёл», роман Уйда (Луизы де Ле-Рамэ) (Санкт-Петербург, 1882)

### Архивная литератцра
- РГИА. Ф. 776. (Главное управление по делам печати. — Оп. 4. — Ед. хр. 125 (Корректуры статей, запрещенных к печати в Петербурге в газете «Русский Инвалид» (30 апреля 1868 — 3 янв. 1915 гг. 85 листов; «Дело» газета: 10, 242, 501 (ед.хр,).
- РГИА. Ф. 776. — Оп. 20. — Ед. хр. 1316 (делопроизводство № 25); Дело о рассмотрении жалоб разных лиц на действия цензурных учреждений: в том числе на запрещение к печати сочинений А. Н. Бекетова, Г. Н. Гатчинсона, П. Летнева (Лачиновой), Н. А. Полетаева, Э. Рода, Э. Х. Страдовского. Включает ходатайство редактора «Русского Инвалида» генерал—майора Н. А. Лачинова относительно публикации произведений П. Летнёва (П. А. Лачиновой) «Ошибка» и «В своих сетях».